# Championnat de La Réunion de football 1990
Navigation
Édition précédente Édition suivante
Le Championnat de La Réunion de football 1990 est la 41e édition de la compétition. Le championnat est remporté par la JS Saint-Pierroise.

## Classement
| Rang | Équipe                 | Pts | J  | G  | N  | P  | Bp | Bc | Diff |
| ---- | ---------------------- | --- | -- | -- | -- | -- | -- | -- | ---- |
| 1    | JS Saint-Pierroise (C) | 63  | 26 | 16 | 5  | 5  | 54 | 24 | +30  |
| 2    | USS Tamponnaise        | 63  | 26 | 12 | 13 | 1  | 42 | 18 | +24  |
| 3    | CS Saint-Denis         | 58  | 26 | 13 | 6  | 7  | 33 | 20 | +13  |
| 4    | SS Saint-Pauloise      | 58  | 26 | 13 | 6  | 7  | 50 | 31 | +19  |
| 5    | US Possession          | 57  | 26 | 12 | 7  | 7  | 37 | 29 | +8   |
| 6    | SS Saint-Louisienne    | 54  | 26 | 11 | 6  | 9  | 41 | 28 | +13  |
| 7    | FC Ouest               | 53  | 26 | 9  | 9  | 8  | 38 | 32 | +6   |
| 8    | USSA Léopards          | 53  | 26 | 9  | 9  | 8  | 32 | 40 | -8   |
| 9    | SS Gauloise            | 51  | 26 | 8  | 9  | 9  | 31 | 36 | -5   |
| 10   | Entente Ravine-Creuse  | 48  | 26 | 8  | 6  | 12 | 28 | 33 | -5   |
| 11   | SS Patriote            | 47  | 26 | 5  | 11 | 10 | 28 | 34 | -6   |
| 12   | SS Jeanne d'Arc        | 41  | 26 | 6  | 7  | 13 | 26 | 39 | -13  |
| 13   | SS Capricorne          | 41  | 26 | 4  | 8  | 14 | 27 | 52 | -25  |
| 14   | US Cambuston           | 36  | 26 | 3  | 4  | 19 | 22 | 73 | -51  |

|  | Relégation en 2e division |